# Tylophora dalatensis
Tylophora dalatensis är en oleanderväxtart som beskrevs av Spencer Le Marchant Moore. Tylophora dalatensis ingår i släktet Tylophora och familjen oleanderväxter. Inga underarter finns listade i Catalogue of Life.